# Condado de Champaña
El condado de Champaña y de Bría fue una entidad feudal, dependiente del antiguo reino de Francia, cuyos titulares tenían la consideración de uno de los seis Pares de Francia primitivos, el más alto rango nobiliario del reino. 
El condado formaba parte de las posesiones de los condes de Meaux y de Troyes hasta que a mediados del siglo XII resultó dividido entre los herederos del conde Teobaldo II. Enrique I de Champaña heredó la llamada luego provincia de Champaña mientras que sus hermanos menores, Teobaldo y Étienne de Sancerre se repartieron diferentes dependencias que quedaron adscritas al condado de Blois.
Los condes de Champaña alcanzaron y disfrutaban del poder económico e influencia resultantes de la estratégica situación geográfica del dominio donde las llamadas ferias de Champaña gozaban de relevancia en la región, destacando en particular la celebrada en la ciudad de Troyes.

Antiguo blasón de Blois.

## Lista de condes

### Condes de Meaux y de Troyes
Para tener la lista completa de los condes antes de la primera unificación, hace falta dirigirse a la lista de los condes de Meaux, los condes de Troyes y los condes de Reims.

#### Casa de Vermandois
- 967: Roberto de Vermandois, conde de Meaux (943-967) y de Troyes (956-967), hijo de Heriberto II, conde de Vermandois. Casado con Adélaïde Werra, condesa de Troyes, hija de Gilberto de Chalon, duque de Borgoña
- 967-995: Heriberto IV de Vermandois, conde de Meaux y de Troyes, hijo del anterior.
- 995-1022: Esteban I, conde de Meaux y de Troyes, hijo del anterior.

Escudo de armas primigenio de los condes de Champaña hasta mitad del siglo XIII:
«De azur con banda de plata acostada con dos cotizas de oro.»

#### Casa de Blois
- 1022-1037: Odón II de Blois (983 † 1037), conde de Blois, de Reims, de Meaux y de Troyes, primo del anterior. Casado en primeras nupcias con Matilda de Normandia († 1006) y en segundas nupcias con Ermengarda de Auvernia.
- 1037-1047/1048: Esteban II († 1047/1048), conde de Meaux y de Troyes, hijo del anterior y de Ermengarde d'Auvergne.
- 1047/1048-1063: Odón III de Champañe, hijo del anterior († después de 1115), conde de Meaux y de Troyes que pierde en favor de su tío Teobaldo I en 1063-65. Se refugia en la corte de Guillermo el Conquistador, que le entrega a su medio hermana Adelaida de Normandía en matrimonio.
- 1063-1089/1090: Teobaldo III de Blois (1019 † 1089/1090), conde de Blois, de Meaux y de Troyes, hijo de Eudes II de Blois y de Ermengarda de Auvernia. Recupera Champaña en 1063 bajo el nombre de Teobaldo I de Champagne. Casado en primeras nupcias con Gersenda, hija del conde Herbert I de Maine y en segundas nupcias con Adélaïde de Valois, hija de  Raúl III de Vexin.

A la muerte de Teobaldo III, los dos condados que formaban la Champaña se separaron:
Condes de Meaux
- 1089/1090-1102: Esteban II de Blois († 1102), conde de Blois y de Meaux, casado con Adela de Normandía, hija de Guillermo el Conquistador, hijo de Teobaldo  I y de Gersenda de Maine. Recupera Champaña en 1093 a la muerte de su hermano Eudes IV.
- 1102-1151/1152: Teobaldo IV de Blois El Grande († 1151/1152), conde de Blois y de Meaux, conde de Champaña en 1125 bajo el nombre de Teobaldo II de Champaña; hijo del anterior.

Condes de Troyes
- 1089/1090-1093: Eudes III de Troyes († 1093), conde de Troyes, hijo de Teobaldo III de Blois et y de Adélaïde de Valois/Adèle de Bar sur Aube.
- 1093-1125: Hugo I de Champaña († 1126), conde de Troyes, conde de Champaña en 1102 a la muerte de Etienne-Henri, hermano del anterior, esposo de Constanza, hija de Felipe I. En 1125, cede Champaña a su sobrino Teobaldo II de Champaña, Teobaldo IV de Blois.

Escudo de armas de los condes de Champaña como reyes de Navarra:
«De azur con banda de plata acostada con dos dobles cotizas, potenzado y contra-potenzado interior, de oro.»

### Condes de Champaña
- 1102-1125: Hugo I de Champaña († 1126), hijo de Thibaut III de Blois. Es el primero que se adjudica el título de conde de Champaña. Casado en primeras nupcias con Constanza hija de Felipe I de Francia y en segundas nupcias con Isabelle de Borgoña, hija de Esteban I de Borgoña.
- 1125-1151: Teobaldo II de Champaña/IV de Blois († 1151), conde de Blois (bajo el nombre de Thibaut IV) y de Meaux, después de Troyes y de Champagne, sobrino del anterior. Casado en 1123 con Matilde de Carintia († 1161)
- 1151-1181: Enrique I el Liberal († 1181), conde de Champaña, hijo del anterior. Casado con María de Francia (1145 † 1198)
- 1181-1197: Enrique II de Champaña († 1197), conde de Champaña, rey de Jerusalén, (1192-1197), hijo del anterior. Casado con Isabel de Jerusalén (1171 † 1206)
- 1197-1201: Teobaldo III de Champaña (1179 † 1201), conde de Champagne, hermano del anterior. Casado en 1199 con Blanca de Navarra (v. 1175 † 1229).

Escudo con las armas como reyes de Navarra y condes de Champaña: «Medio partido, 1º de gules las cadenas de oro puestas en orla, en cruz y en sotuer, cargadas en corazón de una esmeralda al natural, y 2º de azur con banda de plata acostada con dos dobles cotizas, potenzado y contra-potenzado interior, de oro.»

### Condes de Champaña y reyes de Navarra
- 1201-1253: Teobaldo IV de Champaña, apodado el Póstumo y el Trovador, (1201 † 1253), conde de Champaña, hijo del anterior. Como hijo de Blanca de Navarra, hermana de Sancho VII de Navarra que murió sin herederos, fue elegido como rey de Navarra bajo el nombre de Teobaldo I de 1234 a 1253.[3] Casado en primeras nupcias con Gertrudis de Dagsburgo († v.1225), en segundas nupcias con Agnès de Beaujeu († 1231) y en terceras nupcias con Margarita de Borbón († 1256)

- 1253-1270: Teobaldo V de Champaña (1238 † 1270), conde de Champaña, rey de Navarra (con el nombre de Teobaldo II), hijo del anterior y de Margarita de Borbón. Casado en 1255 con Isabel de Francia (1242 † 1271).[4]
- 1270-1274: Enrique III de Champagne apodado el Gordo (1244 † 1274), conde de Champaña, rey de Navarra (bajo el nombre de Enrique I), hermano del anterior, hijo de Teobaldo IV y de Margarita de Borbón. Casado en 1269 con Blanca de Artois († 1302).[5]
- 1274-1305: Juana de Champaña (1273 † 1305), condesa de Champaña, reina de Navarra (Juana I de Navarra), hija del anterior. Casada en 1284 con Felipe IV de Francia. A consecuencia de este matrimonio, el condado de Champaña se integra dentro del dominio real de Francia. Cuando nuevamente se desliguen los tronos de Francia y Navarra, los herederos del trono de Navarra (Juana II de Navarra,[6] Carlos II de Navarra[7] y Carlos III de Navarra[8]) disputaron sus derechos sobre el condado durante 90 años hasta que, final y formalmente, Carlos III renunció el 9 de junio de 1404 recibiendo, a cambio, el ducado de Nemours, creado ex profeso para alcanzar este acuerdo.[9]